# Went István
Went István (Arad, 1899. március 30. – Debrecen, 1963. május 13.) Kossuth-díjas orvos, fiziológus, patofiziológus, bakteriológus, biokémikus, egyetemi tanár, az orvostudomány doktora, a Magyar Tudományos Akadémia levelező tagja. Kísérletes orvostudományi pályáját bakteriológusként kezdte, de a 20. század nagy magyar iskolateremtő orvosegyéniségeinek sorába biokémiai megközelítésű élettani és kórélettani kutatásai emelték. A szervezet neurohormonális szabályozómechanizmusának (ún. ellenreguláció) feltérképezésével jelentősen hozzájárult az egyes életműködések, az immunitás biokémiai, neurokémiai alapú szabályozásának jobb megértéséhez.

## Életútja
Went Manó és Dózsa Ida gyermekeként született. Középiskolai tanulmányait Aradon kezdte meg, majd a nagyszebeni német gimnáziumban folytatta, s érettségi vizsgáit végül a Temesvári Piarista Gimnáziumban tette le. Az első világháború végóráiban, 1917–1918-ban a 28. tábori vadászzászlóalj kötelékében teljesített frontszolgálatot. Leszerelését követően beiratkozott a budapesti Pázmány Péter Tudományegyetemre, ahol 1923-ban szerezte meg orvosi oklevelét. Tanára és mentora, Preisz Hugó meghívására 1923-tól 1925-ig az egyetemi általános kórtani és bakteriológiai intézet bakteriológiai laboratóriumát vezette. 1926–1927-ben állami ösztöndíjjal a Párizsi Egyetem kórélettani intézetében végzett kutatásokat Marcel Labbé irányítása mellett, egyúttal a Párizsi Magyar Egyesület orvosaként is tevékenykedett. 1927–1929-ben Rockefeller-ösztöndíjjal a Harvard School of Public Health élettani intézetében folytatott tudományos munkát Cecil Drinker professzor munkatársaként. Hazatérését követően, 1930-ban kórélettani magántanári képesítést szerzett a Pázmány Péter Tudományegyetemen. 1930–1931-ben, szintén a Rockefeller Alapítvány támogatásával, angliai és dániai élettani intézetekben járt tanulmányúton.
1932-ben a debreceni Tisza István Tudományegyetemre nevezték ki az élettan és általános kórtan nyilvános rendkívüli tanárává. 1936-tól haláláig nyilvános rendes tanári címmel, tanszékvezetőként végezte és irányította az oktatómunkát, egyúttal az egyetemi élettani és általános kórtani intézet igazgatói tisztét is ellátta. Időközben 1942–1943-ban az orvostudományi kar dékánja, 1954–1955-ben az immár önállósult orvosi egyetem kutatási, 1956-tól 1961-ig tudományos rektorhelyettese volt. 1952-ben az orvostudomány doktora lett.

## Munkássága
Pályája kezdetén kutatásai elsősorban bakteriológiai kérdésekre irányultak: vakcinoterápiával, a posztvakcinális bénulás kezelésével, az Enterococcusok humánkóroktani jelentőségével, az immunszérumoknak az agglutinogént tartalmazó baktériumok kicsapódását (agglutináció) előidéző hatásmechanizmusával, a gyerekkori húgyúti fertőzések kóroktanával és terápiájával, a szervezetben lezajló ozmotikus folyamatokkal foglalkozott. Párizsi ösztöndíjasként a szérumfehérjék és a lipidek anyagcseréje területén végzett élettani vizsgálatokat, dániai útján a fehérjék fizikokémiai tulajdonságait tanulmányozta. Ezt követően érdeklődése egyre határozottabban az élettani, kórélettani kérdések irányába fordult. A Harvard Egyetemen már megelőlegezte későbbi munkássága egyik jelentős vonulatát, amikor keringés- és légzésfiziológiai kutatásokat végzett.
A kísérletes orvostudomány területén legjelentősebb, a klinikai és gyakorlati terápia fejlődését előmozdító tudományos eredményeit az ellenanyagok unitarizmusára és a lipidek immunológiai szerepére, összefoglalóan a neurohormonális ellenregulációra vonatkozó vizsgálataival érte el. In vitro kísérletei során rámutatott, hogy a különböző immunológiai jelenségek előidézéséért a plazmafehérjék unitarizmusa, azonosfélesége felelős. Ennek jobb megértéséhez az anafilaxiás sokk ingerelméletének, patomechanizmusának feltárásába fogott, amelynek során bebizonyította, hogy az egyes szervekből kolinszerű mediátorok (a hisztamin mellett adrenalin, acetilkolin stb.) szabadulnak fel, s ennek hatására a szövetekben mobilizálódó szabályozóanyagok ellensúlyozzák a sokk során fellépő erőteljes kémiai hatást. Ezeknek a kemospecifikus antigénekként viselkedő, aktív gyököt tartalmazó, konjugált fehérjevegyületeknek további elemzésével és szintetizálásával bebizonyította, hogy az ellenanyagok tulajdonságait a fehérjékhez kapcsolódó, biológiailag aktív molekula határozza meg. Ebből az elméletből kiindulva tanítványával, Kesztyűs Loránddal végzett antihormon-kutatásaik során hisztamint és novokaint kapcsoltak fehérjékhez (hisztamin-, illetve novokain-azofehérje), és így sikerrel állítottak elő immunizáló hatású, allergiás bel-, ideg- és bőrgyógyászati megbetegedések kezelésére alkalmas gyógykészítményeket (pl. Antallerg).
Went ugyancsak kimutatta, hogy a neurohormonális ellenreguláció feltétele az egészséges idegi struktúra, azaz közvetetten közelebb vitte az orvostudományt a gyenge immunitás, a szervezet túlérzékenységének neurofiziológiai és neurokémiai szempontú megértéséhez is. E témához kapcsolódó, munkatársaival végzett élettani kísérletek során feltárta a vérkeringés (vérnyomás, koronáriareflexek stb.) neurohormonális szabályozómechanizmusát, ezzel hozzájárult a keringési rendszer terápiás szabályozásának fejlesztéséhez.
Szakkönyvei és tudományos publikációi mellett számos kiadást megértek az általa vagy társszerzőként írt kórtani és élettani egyetemi jegyzetek. 1935–1936-ban szerkesztésében jelent meg A Debreceni Tisza István Tudományos Társulat II. Osztálya Munkái című periodika.

### Társasági tagságai és elismerései
1948-ban a Magyar Tudományos Akadémia levelező tagjává választották. Az Akadémia átszervezésekor, 1949-ben tanácskozó taggá minősítették vissza, s levelező tagságát 1954-ben állították helyre. 1944-ig elnökként irányította a Debreceni Tisza István Tudományos Társaság II. osztályának munkáját. 1942-től tiszteleti tagja volt a Berlini Élettani Társaságnak.
A neurohormonális ellenreguláció mechanizmusára vonatkozó kutatási eredményeiért 1957-ben a Kossuth-díj harmadik fokozatát vehette át. 1961-ben a Munka Érdemrend birtokosa lett.

### Főbb művei
- Az általános kórtan vázlata I–II. Budapest: Orvosi Könyvkiadó Társaság. 1940.   (Preisz Hugóval)
- Általános kórtan. Közrem. Preisz Hugó, Sántha Kálmán. Debrecen: Tudományegyetemi ny. 1944.
- Élettan. Debrecen: Egyetemi ny. 1946.
- Összes műveinek jegyzéke a Magyar Tudományos Művek Tárában(MTA).